# Pseudorhyssa nigricornis
Pseudorhyssa nigricornis är en stekelart som först beskrevs av Julius Theodor Christian Ratzeburg 1852.  Pseudorhyssa nigricornis ingår i släktet Pseudorhyssa och familjen brokparasitsteklar. Enligt den finländska rödlistan är arten nära hotad i Finland. Arten är reproducerande i Sverige. Artens livsmiljö är skogar. Inga underarter finns listade i Catalogue of Life.